# Пета словеначка ударна бригада
Пета словеначка народноослободилачка ударна бригада „Иван Цанкар“, (скраћено Цанкарева бригада) формирана је 16. септембра 1942, а активирана 28. септембра 1942. године у месту Лапиње код Кочевја. Добила је име по словеначком песнику и писцу Ивану Цанкару. Назив ударна добила је ради успешних борби против окупаторских и квислиншких снага.

## Ратни пут бригаде
Бригада је била формирана у време трајања непријатељске Рошке офанзиве у Долењској. У кочевском селу Лапиње скупљено је 400 борца-драговољаца из три батаљона: Први долењски батаљон, Други кочевски батаљон и Трећи белокрањски батаљон НОВ и ПОС (без треће чете).
Задњих дана децембра 1942, у бригаду се укључио Горјански партизански батаљон. Дана 24. новембра 1944, од бивших заробљеника у Словенији, антифашиста и драговољаца аустријске националности, формиран је у месту Трибуче (Бела крајина) Аустријски батаљон НОВ и ПОС и укључен у састав Пете бригаде. У свом је саставу окупљао 100 бораца.
Подручје дејствовања бригаде био је простор од Винице до Врхнике и од Кримске узвисине, преко Горјанаца до Саве. Бригада је у више наврата током рата садејствовала суседним хрватским партизанским јединицама.
Бригада је током свог ратног пута вршила нападе на непријатељске гарнизоне, покренула неколико битака и вшшила нападе на путевима и отвореним просторима. Најтеже одбрамбене битке водила је с Немцима и Черкезима на простору централне Долењске и на Иловој гори. Те борбе трајале су непрекидно од 15. октобра до 5. новембра 1943. године. Од краја 1943. године до ослобођења, број битака против окупатора и њиховим домаћим сарадницима стално је растао, а с њима и број погинулих партизана, чији је број до краја рата износио око 650. Дана 16. марта 1944, словеначки домобрани су у бици на Јаворовици поразили Четврти батаљон ове бригаде.
Бригада је током свог дејствовања избацила из строја око 3000 непријатељских војника. Бригада је учествовала у завршним операцијама за ослобођење у саставу Петнаесте дивизије и 4. маја 1945. ослободила Кочевје, 6. маја Гросупље, 9. маја Љубљану и 10. маја Савињску долину.
Ратни пут је завршила 15. маја 1945. у долини реке Меже у Корушкој.

## Командни кадар бригаде
Команданти бригаде
- Марјан Дермастиа - Урбан Великоња, 28. септембар 1942 - 27. децембар 1942.
- Предраг Јевтић - Драган, 28. децембар 1942 - 13. јул 1943.
- Рајко Танасковић, 14. јул 1943 - 6. август 1943.
- Франц Кочевар - Цирил, 7. август 1943 - 11. октобар 1943.
- Иван Мајник - Дјемс, 12. октобар 1943 - 25. јануар 1944.
- Алојз Драган - Драган, 26. јануар 1944 - 2. мај 1944.
- Вид Јерич - Други, 3. мај 1944 - 16. јун 1944.
- Алојз Драган - Драган, 17. јун 1944 - 16. фебруар 1945.
- Винко Мојшкерц - Јесен, 17. фебруар 1945 - 23. април 1945.
- Станко Махне, 24. април 1945 - 15. мај 1945.

Политички комесари бригаде
- Јоже Равбар - Грегор Јавор, 28. септембар 1942 - 5. децембар 1942.
- Јоже Борштнар, 6. децембар 1942 - 4. август 1943.
- Јосип Зорнада - Френк, 5. август 1943 - 25. јануар 1944.
- Франц Север - Франта, 26. јануар 1944 - 15. март 1944.
- Иван Пицељ - Јон, 16. март 1944 - 20. август 1944.
- Душан Ребољ - Бор, 21. август 1944 - 6. новембар 1944.
- Емил Дојчич - Емил, 7. новембар 1944 - 16. април 1945.
- Векослав Робич, 17. април 1945 - 15. мај 1945.